# 森田美由紀
森田美由紀（1959年11月8日—），日本電視節目主持人，出生於北海道；畢業於北海道大學。1984年到任NHK。

## 現在擔任節目
- 《周末美術館》（日曜美術館）
- 《江～公主們的戰國～》（江〜姫たちの戦国〜）

## 播報及主持節目經歷
- 《NHK MORNING WIDE 札幌》（NHKモーニングワイドさっぽろ）
- 《NHK晚間新聞》（NHKニュース (午後7時)）
- 《EVERING NETWORK》（イブニングネットワーク）
- 《NEWSCENTER 845》（ニュースセンター845）
- 《NHK新聞21》（NHKニュース21）
- 《NHK紅白歌唱大賽》（}）
- 《NHK7點新聞》（NHKニュース7）
- 《NHK10點新聞》（NHKニュース10）
- 《NHK特集》（NHKスペシャル）
- 《迷你旅行》（小さな旅）\
- 《世界遺産探検故事》（探検ロマン世界遺産）
- 《北海道 Special》（北海道スペシャル）
- 《北海道人的故事》（北海道ひと物語）
- 《北海道 Data Map》（データマップ北海道）

## 外部連結
- http://cgi4.nhk.or.jp/a-room/search/detail.cgi?id=492（页面存档备份，存于） （日語）

| 前任： 川端義明、櫻井洋子 1993年4月5日─1995年4月2日 | 《NHK7點新聞》平日主播 1995年4月3日—2000年3月26日 | 繼任： 畠山智之 2000年3月27日─2006年4月2日 |
| 前任： 無                                           | 《NHK7點新聞》周末主播 1993年4月5日—1995年4月2日  | 繼任： 宮田修 1995年4月3日—1999年3月28日   |